# Degeneromyia thais
Degeneromyia thais är en tvåvingeart som först beskrevs av Alexander 1956.  Degeneromyia thais ingår i släktet Degeneromyia och familjen småharkrankar.
Artens utbredningsområde är Fiji. Inga underarter finns listade i Catalogue of Life.